# Collège Saint-Paul de Macao
L’ancien Collège Saint-Paul de Macao (en portugais : Colégio de São Paulo) était un collège jésuite et séminaire universitaire pour tout l’Extrême-Orient. Fondé par Alexandre Valignano et construit à la fin du XVIe siècle à Macao (alors comptoir portugais), il eut une grande influence sur l’ouverture des missionnaires jésuites aux langues et cultures de l’Orient (Chine et Japon). Expulsés par les autorités portugaises, les jésuites le quittent en 1762. 

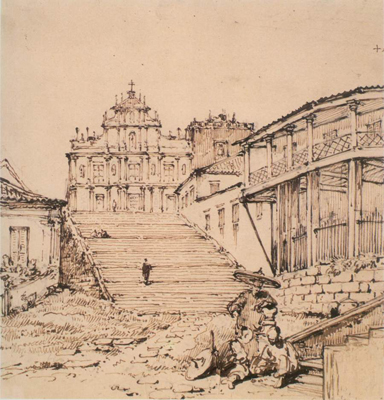
Église et collège Saint-Paul (à droite), de Macao (Dessin de George Chinnery de 1834)

Le collège faisait partie d’un ensemble d’institutions pastorales (Paroisse Saint-Laurent, Église de la Mère-de-Dieu), éducatives (Maison des catéchumènes chinois) et charitables (Lazaret, Hôpital Saint-Raphaël, Maison de la miséricorde) créés autour du collège ou ailleurs à Macao. Le collège était adjacent et en contrebas de la forteresse Saint-Paul (aujourd’hui Fortaleza do Monte). 
Les bâtiments sont détruits dans un incendie en 1835. Les ruines du collège sont aujourd’hui - avec la façade de l’église de la Mère de Dieu - ce que l’UNESCO a classé au patrimoine mondial de l'humanité sous le nom de Ruines de Saint-Paul.

## Origine
Trois jésuites arrivent à Macao en 1563 : les deux prêtres Francisco Perez et Manuel Texeira, avec le frère André Peint. Ils établissent une résidence et construisent (1564) une modeste église : Saint-Antoine. En 1576, Macao devient premier diocèse de l’Extrême Orient. Melchior Carneiro en est l’évêque.
En septembre 1578, Alessandro Valignano arrive à Macao, comme ‘Visiteur’ envoyé par le supérieur général des Jésuites, Everard Mercurian, avec plein pouvoir pour organiser les missions d’Orient. Avant de partir au Japon (1579 à 1582), il est convaincu que l’Évangile ne sera jamais reçu en Orient sans un travail important d’inculturation. À sa demande, le prêtre jésuite Michele Ruggieri arrive le 20 juillet 1579 et celui-ci fera venir Matteo Ricci (qui arrive le 7 août 1582). Ils seront les deux premiers sinologues européens.
En 1594 Valignano transforme en collège jésuite la petite école de la résidence de Macao. Son projet ne se réalise pas sans une forte opposition de la part d’autres missionnaires. Macao devient le siège de la province jésuite du Japon. Dès 1594, cette institution quasi-universitaire compte plus de 200 étudiants et 59 enseignants. Un incendie en 1595 nécessite sa reconstruction, mais n’arrête pas son progrès.

## Histoire
Le collège devient la première institution universitaire de type occidental en Orient. Son programme académique est vaste et équivaut à celui d'une université : il inclut les disciplines principales telles que la théologie, philosophie, les mathématiques, la géographie, et l’astronomie, avec les langues latine, portugaise et chinoise. 

### XVIIesiècle
Plusieurs fois agrandi au début du XVIIe siècle, le collège restera durant tout ce siècle le centre asiatique de formation des missionnaires catholiques en Extrême-Orient. Il contribue significativement à l’évangélisation de la Chine, du Japon et des autres régions de l’Est asiatique. On estime que sur 200 ans, 42 % des missionnaires envoyés en Chine sont passés par ses portes.
Macao étant diocèse depuis 1576, le collège est également point de départ des missionnaires se rendant en Chine et ailleurs. Les plus célèbres missionnaires jésuites tels que Matteo Ricci, Adam Schall, Ferdinand Verbiest, Antoine Thomas (et tant d’autres…) ont tous passé quelque temps au collège Saint-Paul, y étudiant langue et culture chinoise avec l’aide des catéchumènes chinois, et se préparant à leur mission dans l’Empire céleste.
En 1623, Francisco Pacheco, provincial du Japon en exil (et futur martyr), ouvre au collège un séminaire pour la formation du clergé japonais (Séminaire Saint-Ignace). En effet, depuis 1614, la persécution religieuse force à l’exil les catholiques du Japon. Ils arrivent nombreux à Macao. Le collège prend en charge la formation des jeunes et un séminaire est ouvert pour y préparer les futurs prêtres japonais.

### XVIIIesiècle
Des événements similaires se passent en Chine, au début du XVIIIe siècle. La persécution anti-chrétienne de l’empereur Yongzheng (1724-1732) contraint un nombre croissant de chrétiens chinois à quitter l'empire. Ils arrivent à Macao et sont pris en charge par les jésuites. En 1728, le collège Saint-Paul ouvre un séminaire pour la formation du clergé chinois (Séminaire Saint-Joseph).
Lorsque les jésuites sont expulsés du Portugal (en 1759) et des territoires portugais (de Macao, en 1762), les bâtiments sont utilisés comme baraquements militaires jusqu’à ce qu’un incendie dévastateur, le 26 janvier 1835, détruise entièrement le collège et ne laisse debout que la façade de l’église de la Mère-de-Dieu.

### Époque contemporaine
Bien que la Compagnie de Jésus ait été restaurée en 1814, les jésuites ne reviennent à Macao qu’en 1890, à la demande instante de son évêque. Ils enseignent au séminaire diocésain, successeur de celui qui fut autrefois fondé par la Compagnie; ils en reprennent bientôt la charge. Victimes de nouvelles tensions politiques entre le Portugal et le Saint-Siège, les jésuites sont de nouveau expulsés en 1910.

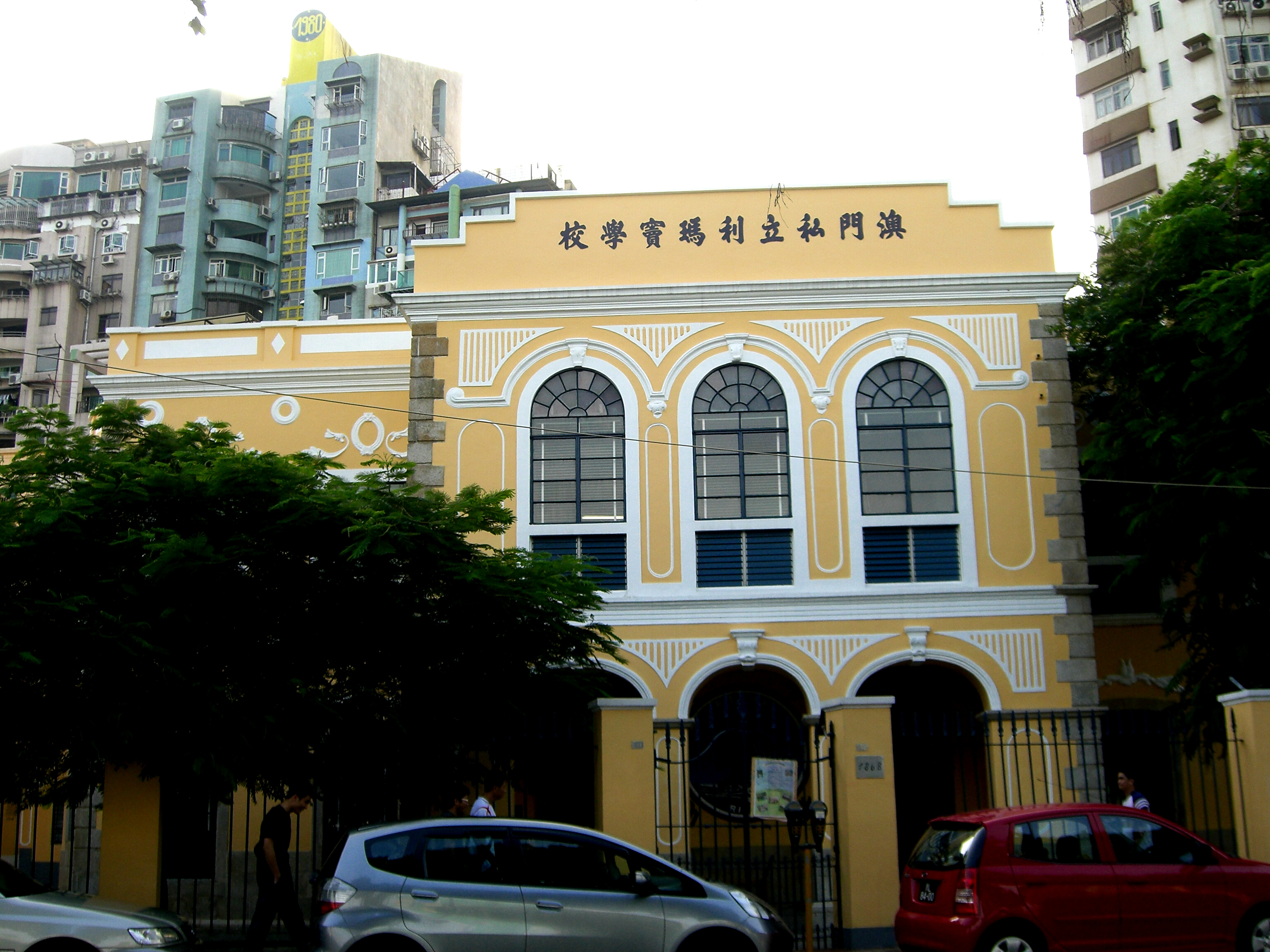
Le Collège moderne 'Matteo Ricci', à Macao

Ils reviennent cependant dès 1913, sous condition de ne travailler que dans la partie chinoise du diocèse : ils y retrouvent des groupes de chrétiens restés fidèles à la foi grâce au soutien de prêtres chinois zélés mais dont l’histoire n’a pas gardé le nom.
Après la prise du pouvoir par les communistes en Chine (1949), il y a un nouvel afflux de réfugiés chrétiens (et autres) à Macao. Un nouveau collège est fondé. Appelé Colegio Mateus Ricci, il compte aujourd’hui près de 1200 élèves, pour les deux sections, primaire et secondaire.
Les murs d'enceinte du collège original ont été peu à peu démembrés, certaines portions ayant été utilisées pour servir de remblai pour les terrains gagnés sur la mer dans la baie de Praia Grande en 1934 d'après le père Manuel Teixeira. Des fouilles archéologiques ont été faites entre 1995 et 1998 et sont maintenant incluses dans le Musée de Macao.